# Lužice u Netolic
Lužice (deutsch Luschitz) ist eine Gemeinde in Tschechien. Sie liegt 20 Kilometer nordwestlich des Stadtzentrums von České Budějovice und gehört zum Okres Prachatice.

## Geographie

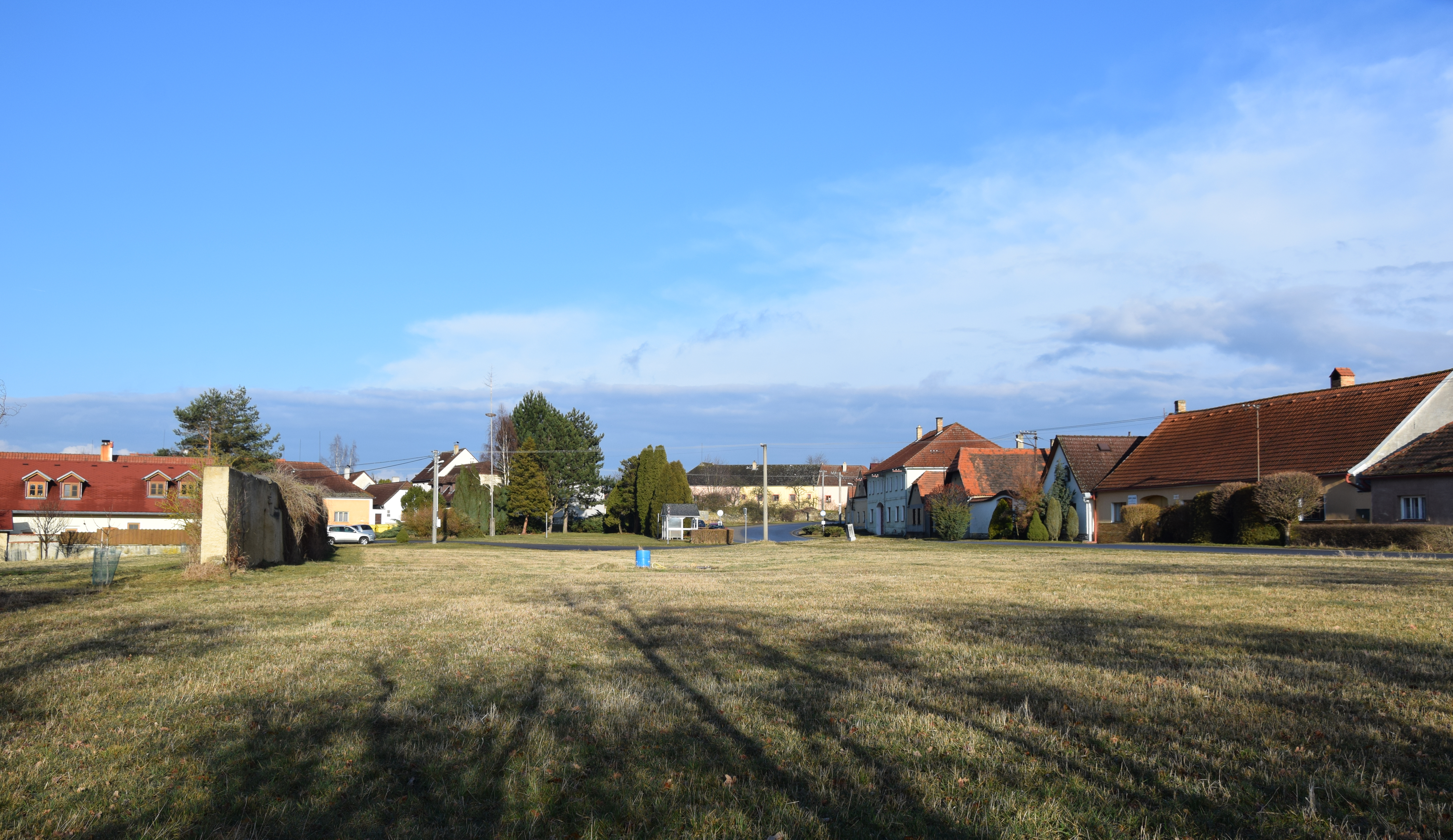
Ortsansicht

Lužice befindet sich nördlich des Blanský les auf einer Hochebene rechtsseitig des Netolický potok. Östlich des Dorfes entspringt der Lužický potok.
Nachbarorte sind Netolice im Norden, Hlodačky im Nordosten, Babice im Osten, Chvalovice im Südosten, Dolní Chrášťany im Süden, Hrbov im Südwesten, Ovčín und Grejnarov im Westen sowie Peklo im Nordwesten.

## Geschichte
Die erste urkundliche Erwähnung des Dorfes erfolgte im Jahre 1210 unter dem Namen Hoid. Später wurde das Dorf auch als Merica bezeichnet.

## Gemeindegliederung
Für die Gemeinde Lužice sind keine Ortsteile ausgewiesen.

## Sehenswürdigkeiten
- Nischenkapelle am Weg nach Netolice
- Glocke am Dorfplatz